# Jonás Trueba
Pour les articles homonymes, voir Trueba.
Jonás Trueba est un réalisateur, scénariste et producteur de cinéma espagnol, né le 30 novembre 1981 à Madrid.

## Biographie
Jonás Trueba est le fils du réalisateur Fernando Trueba.
Eva en août, son cinquième long métrage, est le premier à être distribué en France en 2020.
En 2024, Septembre sans attendre est présenté à la Quinzaine des cinéastes. Libération célèbre ce film, une "comédie douce-amère". Le Monde apprécie la mélancolie de l'histoire: "on défie quiconque de ne pas être ému".

## Filmographie
- 2000 : Cero en conciencia (court métrage, sous le pseudonyme de Jonás Groucho)
- 2010 : Todas las canciones hablan de mí
- 2013 : Los ilusos (en)
- 2015 : Los exiliados románticos
- 2016 : La reconquista
- 2018 : Quién lo impide (documentaire en 4 parties : Tú también lo has vivido, Sólo somos, Si vamos 28, volvemos 28 & Principiantes)
- 2020 : Eva en août (La virgen de agosto)
- 2021 : Qui à part nous (Quién lo impide)
- 2022 : Venez voir (Tenéis que venir a verla)
- 2024 : Septembre sans attendre (Volveréis)